# 뉴욕 양키스 박물관

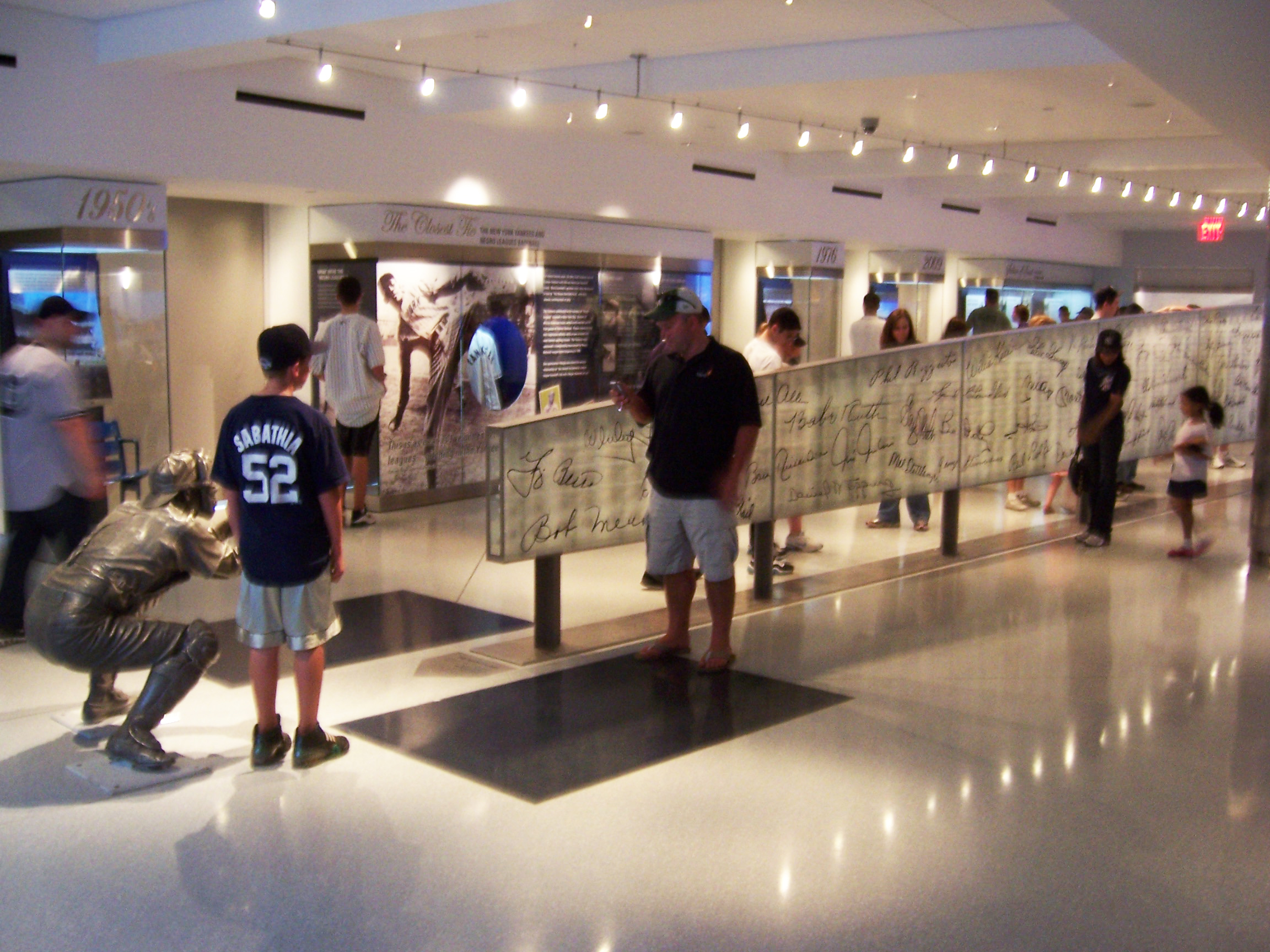
뉴욕 양키스 박물관

뉴욕 양키스 박물관(New York Yankees Museum)은 양키 스타디움 게이트 6 로어 레벨에 위치한 박물관이다. 경기장의 주요 관광지 중 하나로, 2009년 문을 열었다. 뉴욕 양키스에 관한 자료들을 전시하고 있다.

## 같이 보기
- MLB